# Carlo Emilio Bonferroni
Carlo Emilio Bonferroni (né le 28 janvier 1892 à Bergame et mort le 18 août 1960 à Florence) était un mathématicien italien, spécialiste de la théorie des probabilités.

## Biographie
Après avoir étudié à l'université de Turin, Carlo Emilio Bonferroni obtient un poste à l'école polytechnique de Turin. Il s'intéresse aux mathématiques financières et obtient, en 1923, une charge à l'université de Bari, dont il devient le recteur.
En 1933, il est muté vers l'université de Florence, où il restera jusqu'à la fin de ses jours. Il enseigne même à la faculté d'architecture de Florence et à l'université Bocconi à Milan.
Il propose ses premières théories en 1935, en les appliquant à des modèles d'assurance-vie avant d'en faire une théorie plus abstraite en 1936.
Il est surtout connu pour les inégalités de Bonferroni. En statistique, la méthode de correction de Bonferroni porte son nom bien qu'il n'en soit pas l'auteur (c'est un exemple de la loi de Stigler). C'est en fait la mathématicienne et statisticienne américaine Olive Jean Dunn (1915–2008) qui a travaillé sur la notion d'intervalle de confiance en biostatistique et développé une solution au problème de comparaisons multiples (en), connue aujourd'hui sous le nom de correction de Bonferroni.